# Avanesian Alex
Avanesian Alexan Artin (Budapest, 1947. december 20. –) örmény származású újságíró, rádiós rendező, dramaturg. A magyarországi örmények egyik vezető személyisége. 1995 és 2002 között az Országos Örmény Önkormányzat első elnöke. Több örmény témájú kulturális egyesület vezetője, valamint a Magyar Rádió nemzetiségi adásainak főszerkesztője.

## Életpályája
Örmény család leszármazottja. 1966-ban érettségizett a budapesti Jedlik Ányos Gimnáziumban. 1969-ben kezdte el felsőoktatási tanulmányait a jereváni Színművészeti Főiskolán, ahol a rendező szakon tanult. Itt szerzett diplomát 1974-ben. 1975-től a Magyar Rádió rendezőjeként kezdett el dolgozni, először az ifjúsági és szórakoztató osztályon, majd a főrendezőségen. Rendezőként számos műsor készítésében vett részt, így többek között A Szabó család egyes részeit vagy az Egy csepp emberség című műsort rendezte. Később a vállalkozási igazgatóságon dolgozott főmunkatársként. A rendszerváltás után a reklámosztály vezetője volt, majd a regionális és nemzetiségi igazgatóság vezetője szerkesztőjeként tevékenykedett. 2002-ben a Kossuth Rádió egyik főszerkesztő-helyettesévé nevezték ki, fő profilja a regionális és nemzetiségi adások voltak. 2007-ben a nemzetiségi adások főszerkesztőjévé nevezték ki. A Magyar Rádió átalakítása után az MR4-Nemzetiségi adások örmény műsorának főszerkesztője.
Az örmény nemzetiségi közélet tevékeny résztvevője. Az Arménia Népe Kulturális Egyesület vezetője, részt vett a rendszerváltás utáni első kisebbségi törvény kialakításában. 1994-től az Belváros-Lipótvárosi Örmény Kisebbségi Önkormányzat (2010-től Nemzetiségi Önkormányzat) képviselője, illetve elnöke. 1995-ben, az első országos kisebbségi önkormányzatok megalakulásakor az Országos Örmény Önkormányzat elnökévé választották, tisztségében 1999-ben megerősítették. 2011-től az önkormányzat egyik alelnöke. Emellett 1998-tól az Európai Örmény Szervezetek Fóruma vezetőségi tagja, 2004-től elnöke. Emellett örmény tolmácsként, illetve műfordítóként is tevékenykedik. Foglalkozik még az örmény kultúrtörténet kérdéseivel is, Szám Lászlóval közösen írt Az örmény egyház története című könyv 2010-ben jelent meg, valamint szerkesztője örmény-magyar szótáraknak és az Örmény Történelmi Ki kicsodának is. Az Örmény Kulturális, Dokumentációs és Információs Központ alapítója és vezetője.

## Családja
Szülei Avanesian Gurgen és Jamgosian Szilvia voltak. Felesége Karapetian Karine. Gyermekei Szona és Szilvia, akik mindketten tagjai a Belváros-Lipótvárosi Örmény Nemzetiségi Önkormányzatnak.